# Kliopsyllus constrictus
Kliopsyllus constrictus är en kräftdjursart som först beskrevs av Nicholls 1935.  Kliopsyllus constrictus ingår i släktet Kliopsyllus och familjen Paramesochridae. Arten är reproducerande i Sverige.

## Underarter
Arten delas in i följande underarter:
- K. c. orotavae
- K. c. constrictus